# Philippe Jeannol
Philippe Jeannol (Nancy, 6 agosto 1958) è un ex calciatore francese, di ruolo difensore.

## Carriera

### Club
A livello di club ha giocato solo con Nancy e Paris Saint Germain, vincendo un campionato francese nel 1986 ed una Coppa di Francia nel 1978.

### Nazionale
Nel 1977 ha partecipato ai Mondiali Under-20.
Con la nazionale di calcio della Francia ha partecipato al torneo olimpico di calcio del 1984, vincendo la medaglia d'oro. Nel 1986 ha invece giocato la sua unica partita in carriera in nazionale maggiore.

## Palmarès

### Club

#### Competizioni nazionali
- Campionato francese: 1

Paris Saint Germain: 1985-1986
- Coppa di Francia: 1

Nancy: 1977-1978

### Nazionale
- Oro olimpico: 1

Los Angeles 1984